# Ebebiyín
Ebebiyín és un municipi de Guinea Equatorial, de la província de Kié-Ntem a la regió continental de Riu Muni. Es localitza al trifini amb el Gabon i el Camerun. Aquesta situació geogràfica li dona el privilegi de ser el lloc de connexió de tres rutes de transport provinents de Bata, Yaoundé i el centre de Gabon. Segons el cens de 1983, tenia 3540 habitants, que el 2001 havien passat a ser 19. 515, la qual cosa la converteix a la tercera ciutat del país. També és la seu de la diòcesi d'Ebebiyín.

## Cultura i economia
En estar en l'encreuament de tres països, és també l'encreuament de tres cultures i una ciutat important des del punt de vista comercial. A causa de la forta presència de descendents hispans a la zona el castellà és la llengua predominant.
Ebebiyín fou una de les ciutats amfitriones de la Copa d'Àfrica de Nacions 2015.

## Geografia
El riu més gran del districte d'Ebebiyín és el riu Kié, que passa a un quilòmetre de la ciutat fent frontera amb Gabon, Camerun i dona nom a la província. Li segueix el riu Boloa.

## Persones il·lustres
- Antimo Esono, filòleg i escriptor.
- Joan Barbé Durán (n. 1937), primer europeu nascut en aquesta ciutat. Els seus pares eren de Terrassa.
- Pedro Metu Mamiaga Oyana, primer màrtir per la transició política de Guinea Equatorial.
- Eloy Edú Nkene, futbolista.
- Miguel Ángel Mayé Ngomo, futbolista.